# Coach van het jaar (België)
De titel Sportcoach van het jaar wordt sinds 2011 jaarlijks toegekend aan de Belgische coach die als winnaar eindigt van een referendum, georganiseerd door de Belgische Beroepsbond van Sportjournalisten. De trofee wordt overhandigd tijdens het sportgala waarbij ook andere van "Sportman van het jaar" (1967), "Sportvrouw van het jaar" (1975),  "Sportploeg van het jaar" (1997), "Sportbelofte van het jaar" (1998) en Paralympiër van het jaar (2009).
Sinds 2004 wordt de Sportman van het jaar verkozen in het Sportgala, georganiseerd door Octagon cis.

## Overzicht van de winnaars
| Jaar | Winnaar                       | Discipline |
| ---- | ----------------------------- | ---------- |
| 2011 | Jacques Borlée                | Atletiek   |
| 2012 | Jacques Borlée                | Atletiek   |
| 2013 | Marc Wilmots                  | Voetbal    |
| 2014 | Marc Wilmots                  | Voetbal    |
| 2015 | Hein Vanhaezebrouck           | Voetbal    |
| 2016 | Roger Lespagnard              | Atletiek   |
| 2017 | Roger Lespagnard              | Atletiek   |
| 2018 | Roberto Martínez ( Spanje)    | Voetbal    |
| 2019 | Shane McLeod ( Nieuw-Zeeland) | Hockey     |
| 2020 | Philip Mestdagh               | Basketbal  |
| 2021 | Shane McLeod ( Nieuw-Zeeland) | Hockey     |
| 2022 | Roger Lespagnard              | Atletiek   |
| 2023 | Rachid Meziane                | Basketbal  |
| 2024 | Sven Vanthourenhout           | Wielrennen |